# Солокія (Люблінське воєводство)
Солокія (пол. Sołokija) — частина села Руда Железна у Польщі, в Люблінському воєводстві Томашівського повіту, ґміни Томашів.

## Історія
Первісним населенням Солокії були русини-лемки, які компактно проживали на своїх історичних землях. 